# Litevština
Litevština (litevsky lietuvių kalba) patří do východní větve skupiny baltských jazyků. Je to úřední jazyk Litvy, kde jím mluví přibližně 2,9 miliónu mluvčích, v sousedních státech a ve světě je to pak přibližně 1,1 mil. mluvčích.

## Historie

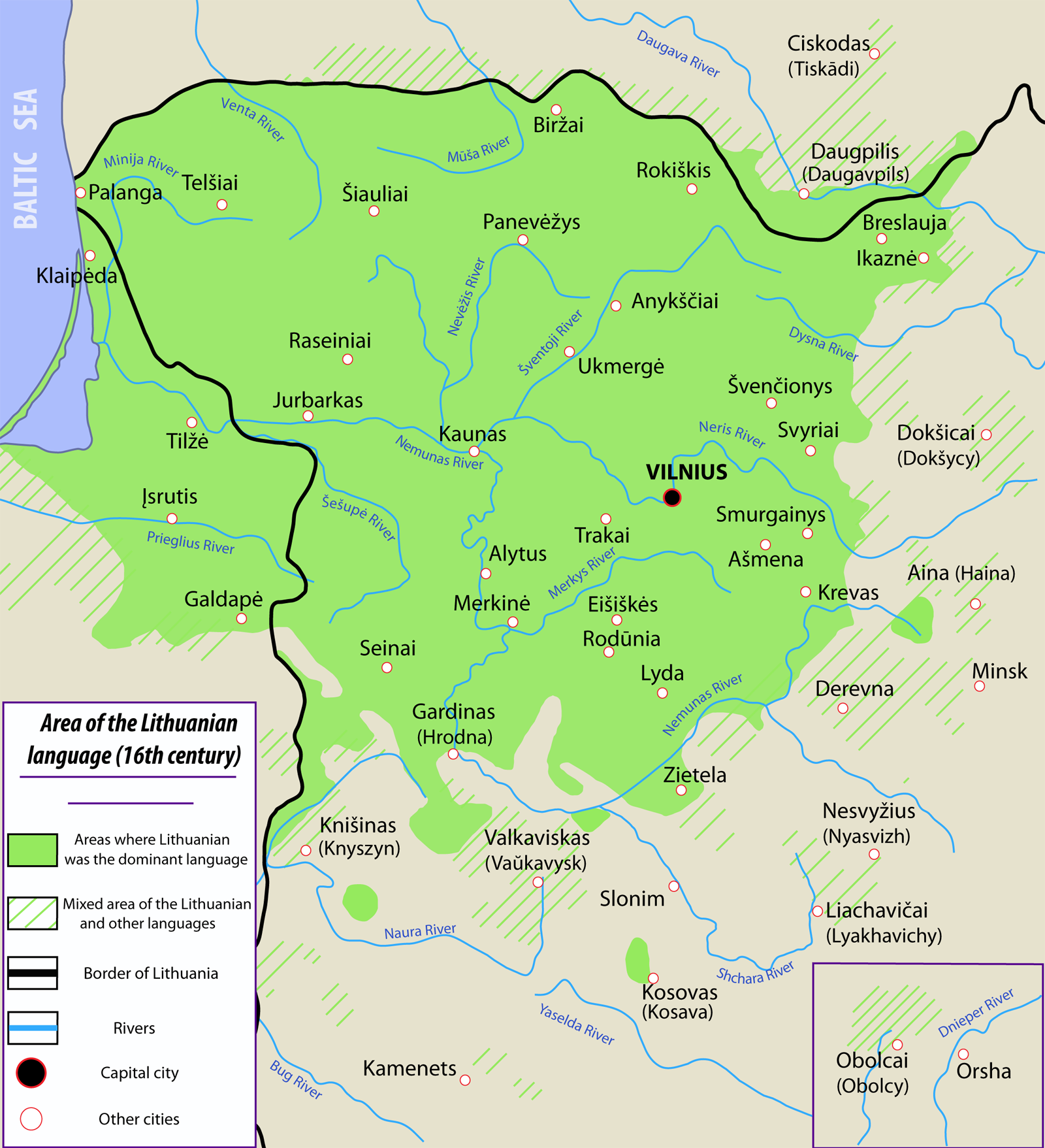
Litevština v 16. století

Východobaltské jazyky se od západobaltských jazyků (hypoteticky nazývaných protobaltské jazyky) oddělily mezi roky 400 a 600. Diferenciace mezi litevským a lotyšským jazykem začala kolem roku 800. V 13.–14. století měli velký vliv na vývoj lotyšského a litevského jazyka Livonci, kteří v tomto období obsadili území okolo řeky Daugavy. Toto území se téměř překrývalo s územím dnešní Lotyšské republiky.
Nejstarší písemná památka pochází z počátku 14. století. První tištěnou knihou je Katechismus Martynase Mažvydase, vydaný v Královci.

## Hlásky

### Samohlásky
Litevština používá 12 psaných samohlásek, které jsou podobné latinským, obrácený „háček“ (litevsky nosinė, polsky ogonek) značil dříve ~dlouhou samohlásku, původně však označoval ~nosovou samohlásku. V litevštině ė neoznačuje délku, ale jinou kvalitu. Zde by lépe odpovídala (přibližně) záměna ė na ě. Délku hlásek/slabik v litevštině určuje přízvuk, který se v běžném písemném projevu diakritikou neoznačuje (přízvuk – zejména vlnivý (označovaný ~) – může nést i „slabikotvorná“ souhláska, např. l, r). Češi litevský vlnivý přízvuk vnímají spíše jako dlouhou hlásku/slabiku. Délka se v psaném projevu ~diakritikou rozlišuje pouze u dvojic i/y a u/ū (nepřehlédněte, že y neoznačuje tvrdost jako v češtině či jinou kvalitu jako v některých jiných jazycích, ale délku; tvrdost/měkkost v tomto případě Litevci nerozlišují). Ą, ę, į a ų původně částečně s délkou souvisely (an > ą, en > ę, in > į, un > ų), ale nyní je již tato funkce prakticky zcela setřena, o délce i zde rozhoduje (graficky běžně neoznačovaný) přízvuk. V litevštině se graficky přízvuky označují pouze ve speciálních případech, jako jsou učebnice litevské gramatiky, některé stati v encyklopediích, v lingvistické literatuře a podobně. V litevštině i, následující těsně za souhláskou (a následované ještě další(mi) samohláskou/samohláskami), u které Litevci mohou rozlišit měkkost/tvrdost označuje měkkost, nikoli dvojhlásku ia, ią, ie, io, iu, ių. K takovým souhláskám patří zejména š, ž, č, s, z, l, r, dále také n, t, d, k, g, částečně i c, v, m. Z toho důvodu, že ve skutečnosti dosti obtížně (stejně jako Češi) rozlišují měkkou/tvrdou výslovnost b a p, došlo i ke změnám gramatiky – srovnej starší piautuvas, piauti s nynějším pjautuvas, pjauti (srp, řezat). (I Litevci při nedbalé výslovnosti někdy toto i vyslovují jako j). Litevština má také několik dvojhlásek: ai, ie, uo, au, ei, iu.
| Velká písmena | A | Ą | E | Ę | Ė  | I | Į | Y | O | U | Ų | Ū |
| Malá písmena  | a | ą | e | ę | ė  | i | į | y | o | u | ų | ū |
| Čeština       | a | a | e | e | ~ě | i | i | í | o | u | u | ú |

### Souhlásky
V litevštině existuje na 20 souhlásek, které jsou psány latinkou. Navíc se zde stejně jako v češtině vyskytuje spřežka CH.
| Velká písmena | B | C | Č | D | F | G | H | J | K | L | M | N | P | R | S | Š | T | V | Z | Ž |
| Malá písmena  | b | c | č | d | f | g | h | j | k | l | m | n | p | r | s | š | t | v | z | ž |
| Čeština       | b | c | č | d | f | ɡ | h | j | k | l | m | n | p | r | s | š | t | v | z | ž |

## Mluvnice

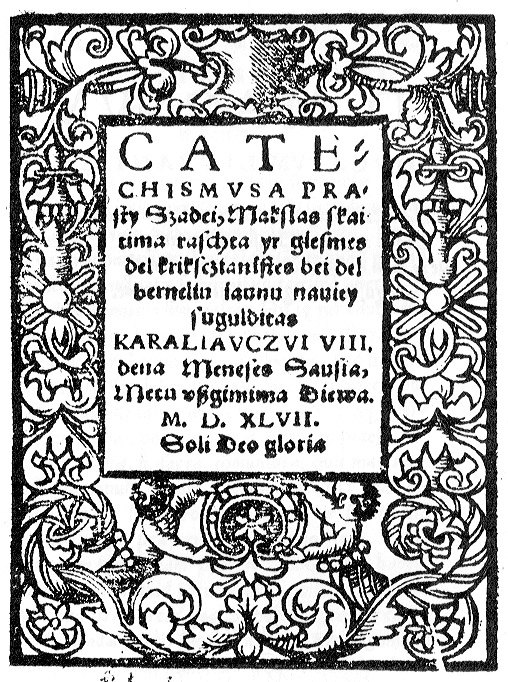
První litevská kniha, datované do roku 1547

Litevština je syntetický jazyk. Z lingvistického hlediska je zajímavá pro četné archaické rysy, které jazykovědcům pomáhají při studiu vývoje indoevropských jazyků.
V litevštině se rozlišují dva jmenné rody – mužský (vyriškoji giminė) a ženský (moteriškoji giminė), slova bez rodu (nikoliv „střední rod“!) se používají jen zbytkově v případě přídavných jmen a zájmen. Má 5 vzorů podstatných jmen a 3 vzory u přídavných jmen. Všechna slovesa mají přítomný, minulý, budoucí a zvláštní minulý opakovaný čas; oznamovací, podmiňovací a rozkazovací způsob (u dvou posledních způsobů se nevyjadřují časy). Litevština má a používá nejvíce druhů přechodníků ze všech indoevropských jazyků, přechodníky zde existují ve všech časech a rodech. Pro časování zvratných sloves bez předpony existují speciální paradigmata.
Jména se skloňují sedmi pády: nominativem (litev. vardininkas), genitivem (kilmininkas), dativem (naudininkas), akuzativem (galininkas), instrumentálem (įnagininkas), lokálem (vietininkas), a vokativem (šauksmininkas). Ve staré litevštině se používaly další tři pády: illativ (používá se i dnes v hovorové litevštině), adessiv a allativ. Pozůstatky těchto pádů můžeme najít i v ustálených rčeních.
Litevština má genitiv záporový a bezpředložkový lokál, tj. neexistuje zde předložka „v“ (př. lovoje = v posteli).

## Slovesa

### Časování sloves
Přítomný čas
|        | dirbti = pracovat | norėti = chtít | skaityti = číst |
| ------ | ----------------- | -------------- | --------------- |
| 1. sg. | dirbu             | noriu          | skaitau         |
| 2. sg. | dirbi             | nori           | skaitai         |
| 3. sg. | dirba             | nori           | skaito          |
| 1. pl. | dirbame           | norime         | skaitome        |
| 2. pl. | dirbate           | norite         | skaitote        |
| 3. pl  | dirba             | nori           | skaito          |

Minulý čas
|        | dirbti = pracovat | norėti = chtít | skaityti = číst                              |
| ------ | ----------------- | -------------- | -------------------------------------------- |
| 1. sg. | dirbau            | norėjau        | skaičiau (palatalizace – vznik afrikáty t→č) |
| 2. sg. | dirbai            | norėjai        | skaitei                                      |
| 3. sg. | dirbo             | norėjo         | skaitė                                       |
| 1. pl. | dirbome           | norėjome       | skaitėme                                     |
| 2. pl. | dirbote           | norėjote       | skaitėte                                     |
| 3. pl  | dirbo             | norėjo         | skaitė                                       |

Budoucí čas – infinitiv bez koncovky -ti + s + koncovka.
|        | dirbti = pracovat | norėti = chtít | skaityti = číst |
| ------ | ----------------- | -------------- | --------------- |
| 1. sg. | dirb-s-iu         | norė-s-iu      | skaity-s-iu     |
| 2. sg. | dirb-s-i          | norė-s-i       | skaity-s-i      |
| 3. sg. | dirb-s            | norė-s         | skaity-s        |
| 1. pl. | dirb-s-ime        | norė-s-ime     | skaity-s-ime    |
| 2. pl. | dirb-s-ite        | norė-s-ite     | skaity-s-ite    |
| 3. pl  | dirb-s            | norė-s         | skaity-s        |

Frekventativ (opakovaný děj v minulosti) – infinitiv bez koncovky -ti + dav + koncovka.
|        | dirbti = pracovat | norėti = chtít | skaityti = číst |
| ------ | ----------------- | -------------- | --------------- |
| 1. sg. | dirb-dav-au       | norė-dav-au    | skaity-dav-au   |
| 2. sg. | dirb-dav-ai       | norė-dav-ai    | skaity-dav-ai   |
| 3. sg. | dirb-dav-o        | norė-dav-o     | skaity-dav-o    |
| 1. pl. | dirb-dav-ome      | norė-dav-ome   | skaity-dav-ome  |
| 2. pl. | dirb-dav-ote      | norė-dav-ote   | skaity-dav-ote  |
| 3. pl  | dirb-dav-o        | norė-dav-o     | skaity-dav-o    |

#### Kondicionál
Podmiňovací způsob
|        | dirbti = pracovat  | norėti = chtít     | skaityti = číst      |
| ------ | ------------------ | ------------------ | -------------------- |
| 1. sg. | dirb-č-iau         | norė-č-iau         | skaity-č-iau         |
| 2. sg. | dirb-t-um(ei)      | norė-t-um(ei)      | skaity-t-um(ei)      |
| 3. sg. | dirb-t-ų           | norė-t-ų           | skaity-t-ų           |
| 1. pl. | dirb-t-ume / umėme | norė-t-ume / umėme | skaity-t-ume / umėme |
| 2. pl. | dirb-t-ute / umėte | norė-t-ute / umėte | skaity-t-ute / umėte |
| 3. pl  | dirb-t-ų           | norė-t-ų           | skaity-t-ų           |

#### Imperativ
Rozkazovací způsob
|        | dirbti = pracovat   | norėti = chtít      | skaityti = číst     |
| ------ | ------------------- | ------------------- | ------------------- |
| 1. sg. | –                   | –                   | –                   |
| 2. sg. | dirb-k              | norė-k              | skaity-k            |
| 3. sg. | tegu + přítomný čas | tegu + přítomný čas | tegu + přítomný čas |
| 1. pl. | dirb-k-ime          | norė-k-ime          | skaity-k-ime        |
| 2. pl. | dirb-k-ite          | norė-k-ite          | skaity-k-ite        |
| 3. pl  | tegu + přítomný čas | tegu + přítomný čas | tegu + přítomný čas |

## Číslovky
| česky | litevsky                                             |
| ----- | ---------------------------------------------------- |
| 1     | vienas, viena (mužský rod/ženský rod)                |
| 2     | du, dvi                                              |
| 3     | trys                                                 |
| 4     | keturi, keturios                                     |
| 5     | penki, penkios                                       |
| 6     | šeši, šešios                                         |
| 7     | septyni, septynios                                   |
| 8     | aštuoni, aštuonios                                   |
| 9     | devyni, devynios                                     |
| 10    | dešimt                                               |
| 11    | vienuolika                                           |
| 12    | dvylika                                              |
| 13    | trylika                                              |
| 14    | keturiolika                                          |
| 15    | penkiolika                                           |
| 16    | šešiolika                                            |
| 17    | septyniolika                                         |
| 18    | aštuoniolika                                         |
| 19    | devyniolika                                          |
| 20    | dvidešimt                                            |
| 30    | trisdešimt                                           |
| 40    | keturiasdešimt                                       |
| 50    | penkiasdešimt                                        |
| 60    | šešiasdešimt                                         |
| 70    | septyniasdešimt                                      |
| 80    | aštuoniasdešimt                                      |
| 90    | devyniasdešimt                                       |
| 100   | šimtas                                               |
| 1000  | tūkstantis                                           |
| 2987  | du tūkstančiai devyni šimtai aštuoniasdešimt septyni |

## Příjmení žen v Litvě
V litevštině se rozlišují příjmení nevdaných žen od příjmení vdaných žen. Tato příjmení jsou již v litevštině přechýlená, liší se od odpovídajících mužských příjmení. V některých velmi výjimečných případech žena, která si nepřeje, aby z jejího příjmení bylo zřejmé, zda je provdaná či nikoliv, používá (se svolením úřadů) přechýlené ženské příjmení, ve tvaru neutrálním. Případně používá příjmení ve tvaru mužského příjmení – nejčastěji pro usnadnění operací s osobními dokumenty v zahraničí.

### Příklady
| Příjmení muže | Příjmení provdané ženy     | Příjmení neprovdané ženy | Příjmení ženy s nevyjádřeným rodinným stavem | Nedoporučený český přechýlený tvar |
| ------------- | -------------------------- | ------------------------ | -------------------------------------------- | ---------------------------------- |
| Kazlauskas    | Kazlauskienė               | Kazlauskaitė             | Kazlauskė                                    | Kazlauská (Kozlovská)              |
| Jonaitis      | Jonaitienė                 | Jonaitytė                | Jonaitė                                      |                                    |
| Žalys         | Žalienė                    | Žalytė                   | Žalė                                         |                                    |
| Adamkus       | Adamkienė nebo Adamkuvienė | Adamkutė                 | Adamkė                                       | Adamková                           |
| Antanavičius  | Antanavičiuvienė           | Antanavičiūtė            | Antanavičė                                   | Antanavičová (Antonovičová)        |
| Noreika       | Noreikienė                 | Noreikaitė               | Noreikė                                      | Noreiková                          |
| Paukštė       | Paukštienė                 | Paukštytė                |                                              |                                    |

Poznámka: u příjmení v mužském tvaru zakončených na -us se u příjmení provdaných žen vsouvá vsuvka -uv-. Toto pravidlo se někdy neuplatňuje, jeho neuplatňování je nejčastější v Žemaitsku/Žemaitii. Poslední dva příklady jsou případy, kdy tvar mužského příjmení je ve tvaru rodu pseudoženského, podobně jako výraz předseda (nebo soudce).

## Slovníček
- Litevec Lietuvis
- Litevka Lietuvė
- Litva Lietuva
- Litevský Lietuviška(s)
- Litevsky Lietuviškai
- Česko Čekija
- Ahoj (neformálně) Labas
- Na shledanou (neformálně) Iki!
- Dobrý den Laba diena
- Prosím Prašau
- Děkuji Ačiū, dėkui
- Pomozte Padėkite
- Zavolejte doktora Iškvieskite gydytoją
- Kolik to stojí? Kiek kainuoja?
- Ano Taip
- Ne Ne
- Promiň/promiňte. Atsiprašau.
- Nerozumím. Nesuprantu.
- Mluvíte anglicky? Ar kalbate angliškai?
- Kde je…? Kur yra…?
- Jsem Čech Esu čekas
- Jmenuji se… Mano vardas…

## Vzorový text

### Všeobecná deklarace lidských práv
| litevsky | Visi žmonės gimsta laisvi ir lygūs savo orumu ir teisėmis. Jiems suteiktas protas ir sąžinė ir jie turi elgtis vienas kito atžvilgiu kaip broliai.                     |
| lotyšsky | Visi cilvēki piedzimst brīvi un vienlīdzīgi savā pašcieņā un tiesībās. Viņi ir apveltīti ar saprātu un sirdsapziņu, un viņiem jāizturas citam pret citu brālības garā. |
| česky    | Všichni lidé se rodí svobodní a sobě rovní co do důstojnosti a práv. Jsou nadáni rozumem a svědomím a mají spolu jednat v duchu bratrství.                             |